# Арверни

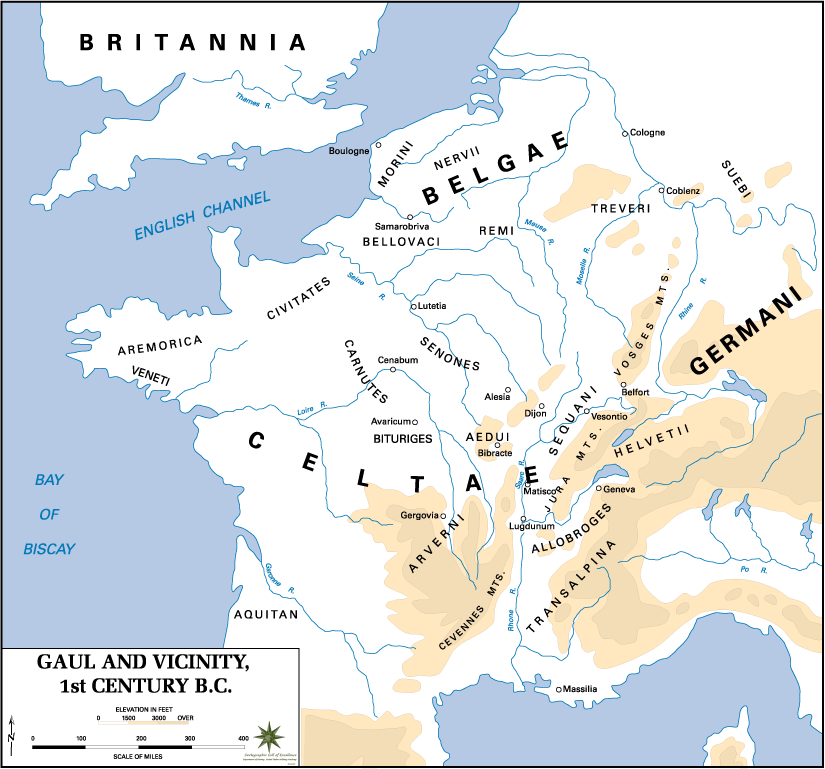

Арверни (лат. Arverni) — згідно з істориком Страбоном, в  III —  II століттях до н. е. — наймогутніше  кельтське плем'я в  Галлії (пізніше — в римській провінції  Аквітанія — територія сучасної провінції Овернь, Франція).
Столицею арвернів був Августонемет (сучасний Клермон-Ферран), на південь від якого розташовувалася фортеця Герговія (Gergovia).
В 121 до н. е. арверни були розбиті  римськими полководцями  Доміцієм Агенобарбом і  Фабієм Максимом Аллоброгіком, після чого домінуюче становище в Галлії перейшло до племен  едуїв і  секванів.
Під час  галльської війни арвернський вождь Верцингеторикс ( Vercingetorix ) очолив повстання об'єднаних галльських племен проти  Цезаря в 52 до н. е. Незважаючи на перші успіхи при Герговії, повстанці були врешті-решт оточені в фортеці Алезія в центральній Галлії (сучасний Аліз-Сент-Рен поблизу Семюра, Франція) і після тривалої голодної облоги перебиті. В 46 до н. е. взятий в полон Верцингеторикс був серед інших трофеїв доставлений в тріумфальному процесі в Рим і там задушений.

## Вожді арвернів
- Луерн (сер. II століття до н. Е.), Батько Бітуіта, богоподібний князь арвернів
- Бітуіт (121 рік до н. Е.), Син Луерна, богоподібний князь арвернів
- Конгоннетіак (Контініак), син Бітуіта
- Кельтілла (бл. 80-70 року до н. Е.), Батько Верцингеторикса, вергобрет і богоподібний князь арвернів
- Гобані (перв. Половина I століття до н. Е.), Брат Кельтілла і дядько Верцингеторикса
- Верцингеторикс (бл. 53-46 року до н. Е.), Син Кельтілла, богоподібний князь арвернів, в 52 році до н. е. об'єднав майже всі галльські племена (крім  ремів і  треверів) проти римської експансії на чолі з Юлієм Цезарем, проте запобігти ураженню галлів не зміг.
- Веркассівелаун (перв. Половина I століття до н. Е.), Двоюрідний брат Верцингеторикса, один з лідерів в галльському повстанні 52 роки до н. е.
- Епаснакт (Еспаснакт) (бл. 51 року до н. Е.), Лояльний Риму вергобрет арвернів
- Крітогнат, один з галльських вождів 52 року до н. е.,  обложених в Алезі